# Cauê Santos da Mata
Cauê Santos da Mata (* 1. Mai 1986 in Salvador) ist ein ehemaliger brasilianischer Fußballspieler.

## Karriere
Cauê begann seine Karriere 2004 beim Zweitligisten EC Vitória. 2007 wechselte er auf Leihbasis zum japanischen Zweitligisten Consadole Sapporo. Für den Verein bestritt er Sapporo Zweitligaspiele und schoss dabei zwei Tore. 2007 feierte er mit dem Verein die Zweitligameisterschaft und den Aufstieg in die erste Liga. 2008 wurde er an dem US-amerikanischen Miami FC ausgeliehen. 2009 kehrte er nach Brasilien zurück und unterschrieb einen Vertrag bei EC São José.

## Erfolge
Consadole Sapporo
- Japanischer Zweitligameister: 2007